# Jeune fille sans famille
Pour plus de détails, voir Fiche technique et Distribution.
Jeune fille sans famille (titre original : Altes Herz wird wieder jung ) est un film allemand réalisé par Erich Engel, sorti en 1943.

## Synopsis
Friedrich Wilhelm Hoffmann a investi toute son énergie dans sa chocolaterie tout au long de sa vie. En conséquence, sa vie privée a été considérablement négligée et il est resté célibataire. Ses trois neveux Dr. Paul Dehnhardt, Heinrich Hoffmann et Richard Lorenz ont entre-temps rejoint la direction, mais en tant que patron senior, il continue de déterminer le sort de l'entreprise. Ses proches, avec lesquels il n'est lié que par le commerce, n'attendent que de pouvoir hériter de lui. Un jour, une jeune femme nommée Brigitte Lüders apparaît, prétendant être sa petite-fille. Afin de compléter sa fiche de filiation, elle demande au vieux monsieur de lui remettre une copie de son acte de naissance et de celui de ses parents. Friedrich Hoffmann essaie de se souvenir. Et en effet, jeune homme, il a eu une courte et violente histoire d'amour, à laquelle il a dû renoncer sous la pression de son père strict. Jusque-là, il ne savait pas que cette liaison avait abouti à un enfant. Brigitte n'est autre que la fille de son fils issue de cette longue liaison. Hoffmann n'a également découvert que maintenant que son fils était mort pendant la Première Guerre mondiale.
Les craintes initiales que la jeune fille était une chercheuse d'or qui ne voulait qu'une part de la propriété de Friedrich se sont rapidement dissipées. Brigitte prouve à Friedrich que ses parents avaient offert à leur grand-mère une sorte d'argent silencieux pour éloigner la femme prétendument indésirable de la famille industrielle. Sa grand-mère, l'ancienne amante de Friedrich, a rejeté avec indignation cette offre immorale. Soit dit en passant, Brigitte ne veut plus de contact avec les Hoffmann car les blessures de sa grand-mère et de son père l'ont trop forte. Le vieil Hoffmann est horrifié par ce qui a dû se passer dans son dos à l'époque et ordonne à son neveu Paul d'enquêter sans lui donner plus de détails sur le contexte. Sur la recommandation de la petite-nièce de Friedrich, Lilo, qui est une amie de Brigitte, le coureur de jupons Paul présente la jeune femme, qui se dit d'ailleurs sténodactylographe. Lorsque le vieux Hoffmann et Brigitte se croisent un jour dans l'entreprise, tous deux sont aussi surpris que mal à l'aise, car Friedrich Hoffmann n'avait aucune idée de la dernière conquête de Paul. Celui-ci commence à développer un intérêt sérieux pour Brigitte et Friedrich Hoffmann commence également à réviser ses réserves initiales à propos de Brigitte. Seul le reste des proches devient de plus en plus méfiant, car ils pressentent un cas d'héritage furtif, d'autant plus que le vieil Hoffmann, jusqu'alors bourru, se met soudain à s'occuper d'un soi-disant parfait inconnu. Brigitte met du soleil dans sa grise vie professionnelle, son vieux cœur redevient jeune.
L'affection grandissante de Friedrich va même si loin qu'il essaie d'attirer sa petite-fille Paul et lui demande d'emménager dans sa villa berlinoise de Wannsee. Ce n'est que maintenant que Paul découvre la véritable identité de Brigitte, et il décide de se mettre au travail et de passer sa vie avec elle. Un jour, Friedrich Hoffmann incite les parents mal-aimés à présenter officiellement Brigitte comme un autre membre de la famille lors d'une fête de famille.

## Fiche technique
- Titre : Jeune fille sans famille
- Titre original :  Altes Herz wird wieder jung
- Réalisation : Erich Engel
- Scénario : Walter Wassermann, Lotte Neumann
- Photographie : Fritz Arno Wagner
- Montage : Martha Dübber
- Musique :Theo Mackeben, Giuseppe Verdi
- Décors : Otto Hunte, Karl Vollbrecht
- Costumes : Margit zur Nieden
- Société de production : Tobis-Filmkunst
- Société de distribution : Deutsche Filmvertriebs, Casino Film Exchange
- Pays de production :  Reich allemand
- Langue : Allemand
- Métrage : 2 349 mètres
- Format : Noir et blanc — 35 mm — 1,37:1 — Son : Mono
- Genre : Comédie
- Durée : 86 minutes
- Date de sortie : Troisième Reich : 2 avril 1943

## Distribution
- Emil Jannings : Friedrich Wilhelm Hoffmann
- Maria Landrock : Brigitte Lüders
- Viktor de Kowa : Dr. Paul Dehnhardt
- Will Dohm : Heinrich Hoffmann
- Elisabeth Flickenschildt : Jenny Hoffmann
- Roma Bahn : Irene Lorenz
- Harald Paulsen : Richard Lorenz
- Gerta Böttcher : Lilo Lorenz
- Paul Hubschmid : Willibald Mack
- Margit Symo : Ilona Halmos
- Lucie Höflich : Madame Blume

## Remake
Une nouvelle version du film sera réalisée par Hans Quest avec Le cœur a toujours vingt ans en 1958.